# Дискобластула
Дискобла́стула (от греч. diskos — «диск» и бластула) — один из типов бластулы, который характерен для зародышевого развития животных с телолецитальными меробластическими яйцами (скорпионы, головоногие, моллюски, акуловые и костистые рыбы, большая часть пресмыкающихся, птиц и низших млекопитающих).
Дискобластула образуется в результате дискоидального дробления. Верхняя стенка (крыша) дискобластулы отделена от нижней (дна) щелевидной полостью и представлена дисковидным скоплением клеток (называемой бластодермой), а нижняя — нераздробившимся желтком.